# Банк Леумі
Банк Леумі (івр. בנק לאומי) — ізраїльський банк. Цей банк є материнською компанією групи Леумі, однієї з найбільших банківських груп Ізраїлю.
Банк Леумі — це велике фінансове підприємство, яке налічує сотні відділень і філій, багато з яких розташовані в інших країнах. Він володіє розгалуженою міжнародною мережею, яка обслуговує клієнтів по всьому світу і надає їм широкий спектр фінансових послуг.
Леумі надає фінансову підтримку на всіх основних розвинених світових ринках, серед яких країни Північної і Латинської Америки, Європейського спільного ринку, Східної Європи, Далекого Сходу, Австралії. Банк котирується на тель-авівській фондовій біржі.